# Energiereduzierte Mischkost
Die energiereduzierte Mischkost, auch kalorienreduzierte Mischkost genannt, ist eine aus pflanzlichen und tierischen Produkten zusammengestellte Diät, für die Lebensmittel so ausgewählt werden, dass sich eine Gesamtenergiezufuhr von maximal 3500 bis 6200 kJ pro Tag bei bedarfsdeckender Zufuhr aller Nährstoffe ergibt. Die Kost soll Übergewichtigen helfen, eine Gewichtsreduktion zu erreichen, ohne eine Mangelernährung zu riskieren.

## Nährstoffabdeckung
Bei der energiereduzierten Mischkost wird zum einen durch den Verzehr von komplexen Kohlenhydraten der prozentuale Anteil von 50 % der gesamten Nährstoffzufuhr gedeckt. Vor allem durch ballaststoffreiche Lebensmittel kann man den Bedarf an Kohlenhydraten sinnvoll decken. Nebenbei haben sie eine sättigende Wirkung, sind energieärmer und sorgen für einen funktionierenden Verdauungsprozess. Durch den niedrigen glykämischen Index kann Diabetes Typ 2 vorgebeugt werden. Außerdem senken Ballaststoffe das LDL-Cholesterin und damit das Arterioskleroserisiko.
Sparsam sollte man bei der Fettzufuhr sein, um 20 bis 30 % der Gesamtenergiezufuhr nicht zu überschreiten. Durch zu hohen Konsum tierischer Fette nimmt man vermehrt gesättigte Fettsäuren zu sich, welche das LDL-Cholesterin ansteigen lassen und damit das Risiko für Arteriosklerose steigern.
Außerdem liegt der prozentuale Anteil der Proteine bei 20 bis 30 %. Dadurch soll Proteolyse und Muskelabbau, welches den Jo-Jo-Effekt fördert, vermieden werden.
Eine ausreichende Nährstoffabdeckung muss gewährleistet sein, damit der Körper trotz einer Diät adäquat mit Nährstoffen versorgt werden kann.

## Lebensmittelauswahl
Die energiereduzierte Mischkost bringt eine veränderte Lebensmittelauswahl mit sich. Besonders liegt hier der Schwerpunkt auf energiearmen Lebensmitteln.
Wichtig ist zunächst, dass man viel frisches Obst und Gemüse auswählt und dieses auch zu einem höheren Anteil roh verzehrt. So nimmt der Körper Ballaststoffe, Vitamine, Mineralstoffe und sekundäre Pflanzenstoffe auf. Wenn man jede Mahlzeit mit einer Portion Rohkost beginnt, führt das zu einer guten Sättigung, sodass man bei der eigentlichen Mahlzeit nicht mehr so viele energiereiche Lebensmittel zu sich nimmt.
Des Weiteren nimmt man durch einen häufigen Verzehr von Vollkornprodukten oder Kartoffeln ebenfalls Vitamine, Ballaststoffe, Mineralstoffe und zusätzlich Eiweiß auf. Das Eiweiß verhindert unter anderem einen Abbau der Muskelmasse (s. o.). Außerdem haben diese Lebensmittel einen geringen Energiegehalt.
Ein Vermeiden von stark verarbeiteten Lebensmitteln wie Auszugsmehlen, Zucker oder stark gezuckerten Lebensmitteln ist ratsam, da diese Lebensmittel sehr energiereich sind und darüber hinaus nicht langanhaltend sättigen.
Zudem ist geringer Verzehr von tierischen eiweißreichen Lebensmitteln vorteilhaft. Oft sind darin versteckte Fette enthalten, wie zum Beispiel gesättigte Fettsäuren oder auch Transfettsäuren, die der Gesundheit durch Anstieg des LDL-Cholesterins schaden können.
Eingeschränkter Fettkonsum sowie fettarme Gartechniken (grillen, dünsten) sind ebenfalls wichtige Komponenten der energiereduzierten Mischkost.
Auch ist wichtig, dass man die Speisen nicht zu stark salzt, weil ein erhöhter Salzkonsum unter anderem den Nieren schaden kann. Stattdessen kann man Kräuter und Gewürze verwenden.
Darüber hinaus ist bei der energiereduzierten Mischkost auf eine ausreichende Flüssigkeitszufuhr zu achten, damit die Stoffwechselendprodukte (Harnsäure, Ketonkörper) der abgebauten körpereigenen Stoffe ausgeschieden werden können. Bevorzugt werden sollen Wasser, verdünnte Obstsäfte sowie ungesüßte Kräuter- und Früchtetees. Ein Glas Wasser vor den Mahlzeiten senkt den Appetit.
Man sollte zudem wissen, dass sogenannte „light“-Produkte, die mit einem reduzierten Fettgehalt beworben werden, zum Teil keinen geringeren Energiegehalt aufweisen als herkömmliche Produkte. Zum Beispiel enthält fettarmer Joghurt z. T. mehr Zucker, welcher in Summe für einen höheren Energiegehalt sorgt.

## Gewichtsabnahme
Allgemein sollte man wöchentlich nicht mehr als 1 kg abnehmen.
Eine langsame Gewichtsreduzierung senkt den Grundumsatz nicht so radikal, sodass das Risiko eines JoJo-Effekts nach Beendigung einer Diät vermindert wird. Der Körper nimmt in kurzer Zeit nicht so drastisch ab, sodass eine schnelle Gewichtszunahme nach der Diät verhindert werden kann.
Während der Durchführung sollte man außerdem regelmäßig Gewichtskontrollen machen.
Bei einem gesenkten Grundumsatz ist es wichtig, dass man dennoch Eiweiß aufnimmt, um die Proteinolyse und somit den Muskelabbau zu verhindern.
Als große Unterstützung bei der Gewichtsabnahme dienen viel Sport und Bewegung, zum Beispiel kann man öfter zu Fuß gehen. Zudem sollte man die Wohnung nicht so stark heizen, da auch Wärmeverlust Energieverbrauch bedeutet. Krafttraining fördert den Muskelaufbau und erhöht so den Grundumsatz, Ausdauertraining steigert den Leistungsumsatz und kann die β-Oxidation der Fettsäuren („Fettverbrennung“) erhöhen.

## Vorbeugung von Krankheiten
Die energiereduzierte Mischkost kann im Gegensatz zu anderen Diätformen einigen Krankheiten (besonders auch den Erkrankungen des metabolischen Syndroms) vorbeugen.
Durch ein bewusstes Ernährungsverhalten kann man unter anderem der Entstehung von Übergewicht vorbeugen. Dadurch wird das Risiko für andere ernährungsbedingte Krankheiten, die eventuell auch durch Übergewicht hervorgerufen werden, gesenkt.
Wenn man darauf achtet, energiearme Speisen zu verzehren, die wenig Zucker enthalten, ist das Risiko geringer, an Diabetes oder Karies zu erkranken.
Außerdem steigt bei zu hohem Fett- und Eiweißkonsum der Cholesterinspiegel an. Das erhöhte Cholesterin bringt Ablagerungen mit sich, welche Arteriosklerose begünstigen.
Andere Krankheiten, denen durch eine ausgewogene, energiereduzierte Mischkost vorgebeugt wird, sind Gicht, Bluthochdruck, Blutarmut, Gehirnschlag und Herzinfarkt.

## Essgewohnheiten
Man sollte über ein bewusstes Essverhalten verfügen.
Zum einen kann man eine Liste mit energiearmen Lebensmitteln zusammenstellen, was einem die Auswahl einfacher macht und eventuell auch zeitsparend sein kann.
Bei der energiereduzierten Mischkost soll das Essverhalten umgestellt werden. Die Essgewohnheiten sollten dabei allerdings langsam umgestellt werden, damit sich der Körper besser daran gewöhnen kann. Zum Beispiel kleinere Portionen der Lieblingsspeisen verzehren oder Fett bei der Zubereitung einsparen.
Außerdem sollte man die Mahlzeiten genießen und konzentriert essen. Durch langsames Essen und Kauen kommt der Geschmack und die Sättigung besser zur Geltung, was auch begünstigt wird, wenn man während des Essens nicht durch Zeitung etc. abgelenkt wird.
Vielen Menschen fällt eine Ernährungsumstellung leichter, wenn man auf Gleichgesinnte trifft, zum Beispiel in bestimmten Gruppen, in denen man Erfahrungen austauschen und durch ein Gemeinschaftsgefühl mehr Erfolge erzielen kann.
Zum anderen gehört zum bewussten Essverhalten auch, dass man Verlockungen widerstehen kann. Dafür sollte man keine Süßigkeiten in der Wohnung herumstehen haben. Allerdings sind vorrätiges Gemüse wie Radieschen, Gurken oder Möhren vorteilhaft für den Fall, dass einen der Heißhunger überkommt.

## Verbote/Motivation
Es sollte keine absoluten Verbote geben. Das wirkt meistens demotivierend für die Betroffenen und kann eventuell auch zu einer Rückkehr zu alten Essgewohnheiten führen. Man muss also nicht zwischendurch auf ein Stück Schokolade oder den Festtagsbraten verzichten.
Motivation können viele verschiedene Faktoren darstellen. Unter anderem kann die Lebensmittelauswahl motivierend sein. Man muss bei der energiereduzierten Mischkost nicht hungern und kann trotzdem Gewicht reduzieren. Viele Menschen befürworten auch Gruppen mit Leuten, die sich auch grade auf eine energiereduzierte Mischkost umstellen. So kann man Erfahrungen austauschen und ist motiviert, gemeinsam Erfolge zu erzielen.
Die Unterstützung der Familie und Freunde kann zusätzlich auch als Motivation dienen.

## Beispiele
Beispiele für die energiereduzierte Mischkost sind:
- Brigitte-Diät
- Weight-Watchers-Konzept

Diese Beispiele für energiereduzierte Mischkost sind zur Gewichtsreduktion geeignet, weil sie zu einer langsamen Gewichtsreduktion führen. Die Gefahr des JoJo-Effektes wird reduziert. Durch die adäquate Nährstoffversorgung wird eine körperliche Schwäche während der Reduktionsdiät weitestgehend vermieden.